# Symplegma alterna
Symplegma alterna är en sjöpungsart som beskrevs av Monniot 1988. Symplegma alterna ingår i släktet Symplegma och familjen Styelidae. Inga underarter finns listade i Catalogue of Life.